# بنزن‌دی‌کربوکسیلیک اسید
بنزن‌دی‌کربوکسیلیک اسید (به انگلیسی: Benzenedicarboxylic acid) گروهی از ترکیبات شیمیایی هستند که مشتقات دی‌کربوکسیلیک از بنزن محسوب می‌شود. بنزن‌دی‌کربوکسیلیک اسید به صورت سه ایزومر وجود دارد:
- فتالیک اسید (۲٬۱-بنزن‌دی‌کربوکسیلیک اسید)
- ایزوفتالیک اسید (۳٬۱-بنزن‌دی‌کربوکسیلیک اسید)
- ترفتالیک اسید (۴٬۱-بنزن‌دی‌کربوکسیلیک اسید)

| نام متداول    | فتالیک اسید               | ایزو فتالیک اسید          | ترفتالیک اسید             |
| نام سیستماتیک | ۲٬۱-بنزن‌دی‌کربوکسیلیک اسید | ۳٬۱-بنزن‌دی‌کربوکسیلیک اسید | ۴٬۱-بنزن‌دی‌کربوکسیلیک اسید |
| فرمول ساختاری |                           |                           |                           |
| شماره ثبت CAS | ۸۸-۹۹-۳                   | ۱۲۱-۹۱-۵                  | ۱۰۰-۲۱-۰                  |

همه ایزومرها وزن مولکولی ۱۶۶٬۱۳ گرم بر مول و فرمول شیمیایی C۸H۶O دارند.